# چیشما-کاران
چیشما-کاران (انگلیسی: Chishma-Karan) یک شهرک در شهرستان چکماگوشفسکی استان باشقیرستان کشور روسیه است.